# Dipartimento di Jinotega
Il dipartimento di Jinotega è uno dei 15 dipartimenti del Nicaragua, il capoluogo è la città di Jinotega.

## Comuni
1. El Cuá
2. Jinotega
3. La Concordia
4. San José de Bocay
5. San Rafael del Norte
6. San Sebastián de Yalí
7. Santa María de Pantasma
8. Wiwilí de Jinotega